# Département de Valle Viejo
Le département de Valle Viejo est une des 16 subdivisions de la province de Catamarca, en Argentine. Son chef-lieu est la ville de San Isidro.
Le département a une superficie de 540 km2. Sa population s'élevait à 23 707 habitants, selon le recensement de 2001, d'où une densité de 43,9 hab./km2.

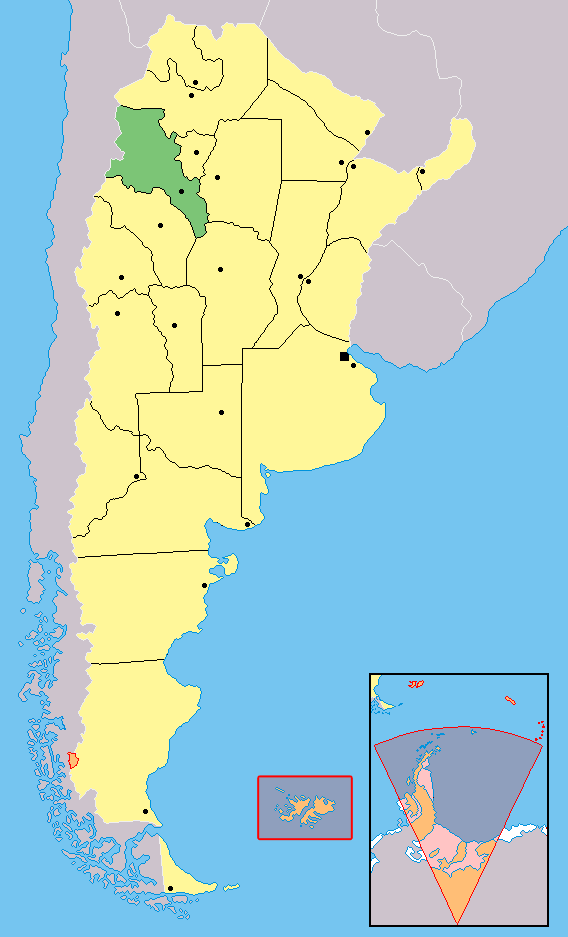
Localisation de la province de Catamarca en Argentine.